# 植松泰良
植松 泰良（うえまつ たいら、1983年9月26日 - ）は、千葉県館山市出身のプロ野球コーチ。2022年よりMLBのサンフランシスコ・ジャイアンツのコーチを務めており、2025年時点ではクオリティ・コントロール担当コーチ。

## 経歴
千葉県館山市出身。地元の中学を卒業後に西武台千葉高等学校に進学。
高校時代は捕手として活躍したが、語学を学ぶために単身で渡米。2003年に南イリノイ大学カーボンデール校に入学。大学の様々な運動部に学生トレーナーとして配属されて、2005年と2006年の2シーズンは野球部に帯同した。
同野球部監督の紹介で、2006年にサンフランシスコ・ジャイアンツ傘下AAA級フレズノ・グリズリーズのインターンから正式採用され、ブルペン捕手として活動を始める。
2007年はオールスターゲームにてアメリカンリーグのブルペン捕手としてア・リーグオールスターチームに帯同した。
2008年からはサンフランシスコ・ジャイアンツのブルペン捕手としてチームに帯同。
2010年にはジャイアンツがワールドシリーズで優勝を果たした。
2011年には唯一の日本人として、オールスターゲームにてナショナルリーグのブルペン捕手としてナ・リーグオールスターチームに帯同した。
2012年はジャイアンツが2年ぶりにワールドシリーズで優勝を果たした。
2014年にも2年ぶりにワールドシリーズで優勝を果たし、ブルペン捕手ながら日本人最多の3つのチャンピオンリングを持つ ことになった。
2015年にはオールスターゲームの前日に開催されたホームランダービーで捕手を務めた。オールスターゲームでもナショナルリーグのブルペン捕手としてナ・リーグオールスターチームに帯同した。
2017年のシーズン開幕前の3月に開催された第4回ワールド・ベースボール・クラシック(WBC)ではオランダ代表監督であったヘンスリー・ミューレンスに声をかけられて、代表のブルペン捕手を務めた。
2021年11月10日に翌2022年シーズンよりジャイアンツのアシスタントコーチに就任することが発表された。日本人がMLB球団でフルタイムのコーチに就任するのは初の事例となる。

## 詳細情報

### 背番号
- 99（2022年 - ）

## 関連図書
- スリーロールズ 〜植松泰良の生き方〜
林壮太による植松の実話に基づいた漫画作品。ビーグリーのレーベル「DREAMERS」より電子書籍が発売されている。